# Radiografías cotidianas
Radiografías Cotidianas es una serie documental chilena, que examina la singular mirada de sus personajes. Tres historias, un concepto, una radiografía. Producido por Kungan Project y transmitido por TVN, fue estrenada el 25 de agosto.

## Formato
En cada uno de sus episodios se muestra la vida de 3 personajes que a pesar de pertenecer a mundos totalmente diferentes, comparten estrecha relación con un mismo concepto cotidiano en común como lo es por ejemplo el soñar, bailar, correr o perdonar (entre otros).

## Temporadas
|  | 1 | 12 | 25 de agosto de 2013 | 1 de diciembre de 2013 |

## Episodios
| Capítulo | Título      | Emisión                  |
| --- | ----------- | ------------------------ |
| 1 | «Amar»      | 25 de agosto de 2013     |
| En este capítulo, un amante de gatos, un enfermo de Alzheimer y un surfista tienen algo en común. En las historias de hoy, nuestros protagonistas aman lo que hacen y a quién vive a su lado, distintas formas de amor, de amor incondicional. |             |                          |
| 2 | «Jugar»     | 1 de septiembre de 2013  |
| En este capítulo veremos tres nuevas historias de personas que hacen algo muy distinto, pero mantienen algo en común: El entretenimiento y la diversión. Historias de un "crupier" que trabaja en un casino, una contadora que complementa su trabajo haciendo "Roller Derby" y de una actriz que se ha dedicado toda su vida a hacer reír a los niños enfermos.                                                                   |             |                          |
| 3 | «Construir» | 8 de septiembre de 2013  |
| Un nuevo capítulo donde nuestros protagonistas practican en común, la palabra construir. Conoceremos historias de un maestro de construcción, una profesora y un montajista. |             |                          |
| 4 | «Perdonar»  | 22 de septiembre de 2013 |
| En este nuevo capítulo los protagonistas se sensibilizan con la acción y la palabra "perdonar". Conocemos las historias de un ciclista víctima, un preso en la cárcel de Colina y un hijo exiliado. |             |                          |
| 5 | «Luchar»    | 29 de septiembre de 2013 |
| En esta oportunidad nuestros protagonistas practican a diario el verbo luchar. Conocemos a una boxeadora, un deudor habitacional y la historia de un medioambientalista. |             |                          |
| 6 | «Elegir»    | 6 de octubre de 2013     |
| En este capítulo nuestros protagonistas eligen el camino que quieren vivir. Algunos optan por ser padres adoptivos, el otro se convierte en un seleccionador de fútbol infantil. Y uno de nuestros protagonistas elige ser un transexual. |             |                          |
| 7 | «Correr»    | 13 de octubre de 2013    |
| Salvar vidas, competencias atléticas y trabajar en la bolsa de valores, son los motivos que ellos tienen para correr. Sebastián Keitel vive del atletismo y correr es su más grande pasión; distinta es la vida de un reanimador del Samu, que debe correr para salvar vidas en peligro; y una ejecutiva que trabaja en la bolsa de comercio, que si no corre tiene pérdidas se transforman en su principal enemigo.               |             |                          |
| 8 | «Escuchar»  | 27 de octubre de 2013    |
| Un sentido que para algunos es primordial, pero que otros no lo tienen y han tenido que buscar nuevas formas para ser escuchados. Una familia de sordos que sólo se comunica a través de señas; una madre que tuvo dos hijos sordos y ahora escuchan gracias a un implante coclear. Además, Denisse Malebrán cuenta la importancia que tiene el "escuchar" en su vida.                                                             |             |                          |
| 9 | «Bailar»    | 3 de noviembre de 2013   |
| La danza es considerada una forma de expresar emociones y sentimientos, así como una conexión entre la música y el cuerpo. Pero hay quienes viven del baile y de lo que éste puede transmitir al público. Una bailarina de ciclodanza, un estríper, una pareja de tangueros y los Power Peralta conocen las diferentes expresiones de la danza y nos demuestran, en este capítulo, que la pasión es el principal motor de la vida. |             |                          |
| 10 | «Creer»     | 10 de noviembre de 2013  |
| Tener fe, buscar respuestas, tener motivaciones que le den sentido a la vida, eso es creer. Conoceremos la historia de una religiosa católica que cree firmemente en el amor que Dios le da y en el que ella le entrega. Purando Das, un Hare Krishna, entró al movimiento con la fe de descubrir qué hay más allá y Moisés Neira solo cree en la llegada de su nuevo riñón.                                                       |             |                          |
| 11 | «Soñar»     | 24 de noviembre de 2013  |
| Cada persona nace con un sueño, pero también hay quienes que, por diferentes situaciones, tienen que ver sus sueños interrumpidos. Una mujer diagnosticada con narcolepsia, duerme pero no descansa. Un inspector de seguridad que trabaja para cuidar el sueño de quienes duermen por las noches y un vendedor de juegos de azar, nos relatan de qué se trata el significado de soñar en la vida.                                 |             |                          |
| 12 | «Ver»       | 1 de diciembre de 2013   |
| Ver con los ojos, con la cabeza o con el corazón. Para algunos una herramienta de trabajo, pero otros carecen de visión y ven la vida desde otra perspectiva. En este capítulo, un fotógrafo documental, una asesora de imagen y un masajista no vidente nos cuentan cómo la visión los ha desenvuelto en esta vida. |             |                          |

## Producción
| Dirección y Guion                   | Michel Gajardo                        |
| Producción Ejecutiva Kungan Project | Michel Gajardo                        |
| Productores Asociados               | Dante Caselli Patricia Caselli        |
| Producción Ejecutiva TVN            | Paz Egaña                             |
| Producción General                  | Miryam Fuentealba                     |
| Edición de Contenidos TVN           | Isabel Rodríguez                      |
| Edición Periodística TVN            | Claudia Sepúlveda                     |
| Investigación                       | Miryam Fuentealba Romina Gajardo      |
| Dirección de Fotografía             | Tomás Yovanes                         |
| Segunda Cámara                      | Michel Gajardo                        |
| Montaje                             | Camilo Corbeaux Michel Gajardo        |
| Asistente de Montaje                | Isidora Marras                        |
| Sonido                              | Kungan Project                        |
| Post Sonido                         | Cristián Guichard Estudio 31,5        |
| Color y Post de Imagen              | Claudio Martínez Engamados            |
| Opening y Créditos Finales          | Mariolo.tv Mario Guiñones Pablo Oliva |
| Idea Original                       | Michel Gajardo                        |